# Andinodus boliviensis
Andinodus boliviensis és una espècie extinta de mamífer condilartre de la família dels hiopsodòntids que visqué a Sud-amèrica durant el Paleocè inferior, just després de l'extinció del Cretaci-Paleogen, en la qual desaparegueren els dinosaures no aviaris. Se n'han trobat restes fòssils a Bolívia. Es tracta de l'única espècie del gènere Andinodus. És conegut a partir d'una sèrie de dents del maxil·lar inferior. Era un 40% més gros que Molinodus. Es diferencia dels seus parents propers pel fet que la vora posterior del metacònid té una marcada protuberància. El nom genèric Andinodus significa 'dent dels Andes', mentre que el nom específic boliviensis significa 'boliviana'.